# Divovska vidra
Divovska vidra (Pteronura brasiliensis) semiakvatični je sisavac iz reda zvijeri prirođen u području Južne Amerike. Duljine odraslog čovjeka, najdulji je pripadnik porodice kuna. Divovska je vidra društveno biće i obitava u obiteljskim skupinama koje sadrže od tri do osam članova, što je neobično za ovu porodicu. Skupina je okupljena oko dominantnog para i izuzetno su vezane i suradnički raspoložene. Iako u pravilu miroljubiva, vrsta je teritorijalna i moguća je agresija među skupinama. Divovska je vidra aktivna isključivo tijekom dana. Najbučnija je vrsta vidri i zabilježena su različita glasanja koja izriču upozorenje, agresivnost i hrabrenje.
Divovska vidra obitava duž sjevernog i središnjeg dijela Južne Amerike, iako je njezin broj značajno smanjen. Vrsta se smatra ugroženom od 1999. i populacija u divljini procjenjuje se na ispod 5000 jedinki. Desetljeća krivolova zbog njezina baršunastog krzna dosegli su vrhunac 1950-ih i 1960-ih, desetkujući populacije. Trenutačno najveća prijetnja jest smanjenje i gubitak staništa. Divovska je vidra rijetka i u zatočeništvu: od 2003., samo je 60 jedinki držano u zatočeništvu.
Divovska vidra pokazuje raznolik broj prilagodbi prikladnih za život u vodi, poput veoma gustoga krzna, repa nalik krilu te plivaćih kožica. Vrsta živi u slatkim vodama, poput rijeka i potoka, koji su u pravilu sezonalno potopljeni te katkad obitava u slatkovodnim jezerima i izvorima. Izgrađuje obimne "kampove" duž obale, u blizini mjesta hranjenja, čisteći pritom velike količine vegetacije. Divovska se vidra najviše hrani ribom, posebice haracinima i somovima, no ponekad jede i rakove. Nema ozbiljnije prirodne grabežljivce, no natječe se s ostalim vrstama za izvore hrane, uključujući neotropsku vidru i neke vrste kajmana.

## Taksonomija i evolucija
Vidre tvore potporodicu Lutrinae unutar porodice Mustelidae i divovska je vidra jedini pripadnik roda Pteronura. Priznate su dvije podvrste, P. b. brasiliensis i P. b. paraguensis. Netočni opisi vrsta doveli su do mnogostrukih sinonima (u literaturi se potonja vrsta nazivala P. b. paranensis). P. b. brasiliensis proteže se diljem sjevernog dijela koji obitava divovska vidra, uključujući Orinoco, Amazonu i Gvajanine vodene sustave; prema jugu, Paragvaj, Urugvaj, južni Brazil i sjeverna Argentina predloženi su kao staništa P. b. paraguensis, iako se smatra izumrlom u posljednjim trima područjima. IUCN smatra prisutnost vrste u Argentini i Urugvaju nesigurnima. U potonjem slučaju, istraga je pokazala manju raspršenost populacija. P. b. paraguensis smatra se manjom i društvenijom, s drugačijom denticijom i morfologijom lubanje. Carter i Rosasa, doduše, odbili su subspecifičnu podjelu 1997., ističući kako je klasifikacija vrednovana samo jednom, i to 1968. te kako je primjerak P. b. paraguensis veoma sličan P. b. brasiliensis. Biologinja Nicole Duplaix nazvala je ovu podjelu "dvojbene vrijednosti".
Vjeruje se kako je izumrli rod Satherium predak današnje vrste, migrirajući u novi svijet tijekom pliocena ili ranog pleistocena. Divovska vidra dijeli južnoamerički kontinent s trima od ukupno četiriju člana roda Lontra: neotropskom vidrom, južnom riječnom vidrom i obalnom vidrom. Smatra se kako se razvila neovisno o članovima roda Lontra, unatoč njihovu preklapanju. Glatka indijska vidra (Lutrogale perspicillata) smatra se najbližim živućim srodnikom divovske vidre: među objema vrstama primijećeni su slični obrasci ponašanja, glasanja i morfologija lubanje. Obje vrste također dijele sklonost stvaranju snažnih monogamnih parova i brizi za mladunčad.
Filogenetska analiza Koepflija i Waynea 1998. pokazala je kako divovska vidra ima najveću divergentsku sekvencu unutar potporodice vidri, stvarajući jasnu granu koja se odvojila prije otprilike 10 do 14 milijuna godina. Primijetili su, također, kako vrsta ima bazalnu divergenciju od ostalih vidri, otpadajući u potpunosti iz njihove skupine, odvojivši se čak prije ostalih kuna poput hermelina, tvora i nerca. Kasnije genetsko istraživanje o kunama provedeno 2004. postavlja divergenciju divovske vidre nešto kasnije, prije 10.6 do 7 milijuna godina; odgovarajuće filogenetsko stablo smješta divergenciju roda Lontra prvom među potporodicom vidri, a divergenciju roda Pteronura drugom, iako se divergencije preklapaju.

## Biologija i ponašanje
Divovska je vidra velika, društvena i dnevna životinja. Rani zapisi putnika opisuju bučne skupine koje su okruživale brodove istraživača, no bilo je dostupno malo znanstvenih informacija o vrsti prije Duplaixina rada kasnih 1970-ih. Briga o ovoj ugroženoj vrsti otada je stvorila veću istraživačku zbirku.

### Fizička obilježja
Divovska se vidra vidno razlikuje od ostalih vidri svojim morfološkim i sociološkim karakteristikama. Ima najveću duljinu tijela unutar porodice kuna, iako je morska vidra teža od nje. Mužjaci narastu u duljinu 1,5 – 1,8 metara, a ženke 1,5 – 1,7 metara. Rani primjerci njihove kože naveli su na izuzetno velike mužjake do 2,4 metra; intenzivan krivolov vjerojatno je pridonio smanjenom pojavljivanju takvih primjeraka. Mužjaci u pravilu teže između 32 i 45,3 kilograma, a ženke od 22 do 26 kilograma.
Krzno divovske vidre najkraće je od svih vrsta vidri; u pravilu je čokoladne boje, no može biti i crvenkasto ili žućkastosmeđe, a kada je mokro poprima gotovo crnu boju. Krzno je iznimno gusto, čak toliko da voda uopće ne dopire do kože. Zaštitna dlaka hvata vodu i održava unutarnje krzno suhim; zaštitne su dlake duljine od otprilike 8 milimetara, gotovo dvostruko dulje od dlaka unutarnjeg sloja krzna. Baršunasti osjećaj krzna učinio ju je iznimno cijenjenom vrstom, što je zapravo i dovelo do dramatičnog smanjenja broja ove vrste. Jedinstvene oznake bijelog ili krem krzna nalaze se na njezinu vratu ili ispod brade, što omogućuje lako identificiranje jedinki od njihova rođenja. 69 centimetara ukupne duljine tijela otpada na snažan i mišićav rep.
Njuška divovske vidre kratka je i kosa, dajući glavi oblik nalik lopti. Uši su malene i zaokružene. Nos je potpuno prekriven krznom, a vidljive su samo dvije nosnice nalik izrezima. Izrazito osjetljivi brkovi dopuštaju vidri da prati promjene u strujanju i pritisku vode, što je od pomoći u potrazi za plijenom. Šape su kratke i nezgrapne, završavajući s velikim stopalima s plivaćim kožicama i kandžama. Veoma je prilagođena životu pod vodom te je sposobna zatvarati uši i nos dok boravi ispod površine.
Od Carterovih i Rosasovih zapisa, njezin se vid nije izravno proučavao, no promatranja ukazuju kako vidra lovi plijen prvenstveno uz pomoć vida; iznad vode, sposobna je ugledati i prepoznati promatrače iz velike udaljenosti. Njezina isključivo dnevna aktivnost nadalje ističe činjenicu da bi njezin vid trebao biti snažan, kako bi pomogao u lovu. U ostalih vidri, vid je u pravilu normalan ili pomalo kratkovidan, u vodi i na kopnu. Osjet sluha divovske vidre istančan je, dok je osjet njuha izvrstan.

### Glasanje
Divovska je vidra veoma bučna životinja, sa složenim glasanjem. Sve se vidre glasaju, no prema frekvenciji i glasnoći, divovsku se vidru smatra najbučnijom. Duplaix je razlučila devet različitih zvukova, s mogućom daljnjom podjelom, ovisno o kontekstu. Brzi HAH! laveži ili eksplozivni roktaji predlažu trenutni interes ili moguću opasnost. Treperav vrisak vjerojatno se rabi pri blefiranju uljeza, dok se tiho režanje rabi pri agresivnijim upozorenjima. Brujanje i gugutanje umiruje članove skupine. Zvižduci se vjerojatno rabe pri dodatnim upozorenjima ili neagresivnim namjerama među skupinama, iako su dokazi o tome ograničeni. Mladunčad ciči radi pridobivanja pozornosti, dok odrasla mladunčad cvili kada započinju sa sudjelovanjem u društvenim aktivnostima.

### Društveno ustrojstvo
Divovska vidra veoma je društvena životinja i živi u proširenim obiteljskim skupinama. Veličina grupe varira od dvije do dvadeset jedinki, no u prosjeku skupinu sačinjava od tri do osam jedinki. Veće skupine vjerojatno se sastoje od dvije do tri obitelji koje se trenutačno zajedno hrane. Skupine dijele snažnu vezu: članovi spavaju, igraju se, putuju i hrane se zajedno.
Članovi skupine dijele uloge, okupljeni oko dominantnog para. Ova je vrsta veoma teritorijalna te skupine obilježavaju dosege svog teritorija izmetom, žlijezdanim izlučevinama i glasanjem. Primijećena je samo jedna promjena u odnosu dominantnih parova, pri kojoj je novi mužjak preuzeo ulogu starog; način promjene u odnosu nije određen.
Dokumentirana je agresivnost unutar same vrste. Obrana protiv uljeza čini se kooperativnom; dok odrasli mužjaci u pravilu vode agresivne okršaje, zabilježeni su slučajevi dominantnih ženki koje su branile skupinu. Jedan je okršaj izravno promatran u Brazilskom Panatanalu. U drugom slučaju u Brazilu, pronađeno je truplo s jasnim pokazateljima ukazujući na nasilan napad od strane drugih vidri, uključujući ugrize na njušci i genitalijama, što je nalik ponašanju životinja u zatočeništvu. Iako to nije rijetkost među velikim zvijerima, agresivnost među vrstom nije česta u ostalih vrsta vidri; Ribas i Mourão predložili su korelaciju s društvenoću životinje, koja je također rijetka u ostalih vidri. Kapacitet agresivnog ponašanja divovske vidre nije pretjeran. Istraživači navode kako se skupine vidri u pravilu izbjegavaju. Unutar vlastitih skupina, jedinke su izrazito miroljubive i suradnički raspoložene. Hijerarhija unutar skupine nije stroga i životinje s lakoćom dijele uloge.

### Razmnožavanje i životni ciklus
Detalji o razmnožavanju i životnom ciklusu divovske vidre oskudni su i životinje u zarobljeništvu pružile su mnogo informacija. Ženke donose mladunčad na svijet jednom godišnje, iako u divljini dostižu vrhunac tijekom sušne sezone. Estrusni ciklus traje 21 dan, dok su ženke receptivne između trećeg i desetog dana. Istraživanja u zarobljeništvu pokazala su kako mužjaci započinju parenje. U zoološkom vrtu Tierpark Hagenbeck u Njemačkoj, promatrani su dugotrajni parovi i individualizirani odabiri partnera te je sam čin parenja većinom zauzimao mjesto u vodi. Gestacija traje između 65 i 70 dana te ženka donosi jednog do pet mladunaca, dok je prosjek dvoje mladunčadi po okotu. Istraživanje u zoološkom vrtu Cali Zoo u Kolumbiji pokazalo je kako razmak između okota iznosi oko šest do sedam mjeseci, no, ako prethodan okot nije preživio, razmak se smanjuje na 77 dana. Drugi izvori pokazali su veće razmake, posebice u divljini, gdje je najdulji razmak iznosio 21 do 33 mjeseca.
Majke na svijet donose slijepu mladunčad prekrivenu krznom unutar podzemne jazbine blizu riječne obale. Mužjaci aktivno sudjeluju u podizanju mladunčadi i obiteljska je veza snažna; starija braća također pomažu u podizanju mladunaca, iako nakon nekoliko tjedana od dolaska mladunaca na svijet privremeno napuštaju skupinu. Mladunci otvaraju oči tijekom četvrtog tjedna života, počinju hodati tijekom petog tjedna, a samostalno plivaju između dvanaestog i četrnaestog tjedna. Osamostaljuju se tijekom devetog mjeseca i uspješno samostalno love hranu ubrzo nakon toga. Vrsta dostiže spolnu zrelost nakon navršene druge godine te ženska i muška mladunčad trajno napuštaju skupinu nakon dvije do tri godine. Tada mogu tražiti vlastiti teritorij i zasnovati vlastitu obitelj.
Divovska je vidra izuzetno osjetljiva na ljudsku aktivnost tijekom podizanja mladunaca. Primjerice, nijedna ustanova nije uspješno podignula mladunčad divovske vidre ako roditeljima nije pružila dovoljne mjere privatnosti; stres uzrokovan ljudskim vizualnim i akustičnim prekidanjima doveo je do zanemarivanja i napastovanja mladunčadi, infanticida i smanjene laktacije. Predloženo je, iako ne i dokazano, kako turisti u divljini uzrokuju slične stresove: ometena laktacija, smanjen lov i napuštanje staništa neki su od rizika. Osjetljivost je prilagođena sa snažnim zaštitničkim nagonom prema mladunčadi. Svi članovi skupine mogu agresivno nasrnuti na uljeze, uključujući i čamce s ljudima.
Najdulji zabilježen raspon života divovske vidre u divljini iznosi osam godina. U zarobljeništvu može iznositi i do 17 godina, s nepotvrđenim evidencijama od 19 godina. Divovska je vidra osjetljiva na razne bolesti, uključujući i pseću parvovirozu. Paraziti, poput larvi muha i ostalih intestinalnih parazita, također imaju utjecaj na divovsku vidru. Ostali uzroci smrti jesu traume, gastroenteritisi, infanticidi i epileptični napadaji.

### Prehrana
Divovska je vidra ključni grabežljivac i njezina populacija odražava zdravlje riječnih ekosustava. Hrani se pretežno ribom, uključujući ciklide, haracine (poput piranja), somove i grgeče. Jednogodišnje istraživanje ostataka divovske vidre u Brazilu pokazalo je prisustvo ribljih ostataka u svim promatranim izmetima divovske vidre. Ribe iz reda Perciformes, posebice ciklidi, pronađeni su u 97% ostataka, i Characiformes, poput haracina, u 86% ostataka. Ostatci riba bili su vrste srednje veličine koji preferiraju plitke vode, što ide u korist divovskoj vidri koja se oslanja većim dijelom na svoj vid. Također, vrste pronađene u ostatcima plivale su na manje udaljenosti, što također vjerojatno pomaže divovskoj vidri pri hvatanju. Divovsku se vidru smatra oportunističkom vrstom koja se hrani plijenom kojeg u danom trenutku ima najviše u njezinu području. Ako riba nije prisutna, prehranit će se rakovima, zmijama, pa čak i manjim kajmanima i anakondama.
Vrsta lovi individualno, u parovima, ili skupinama, oslanjajući se na oštar vid pri pronalaženju plijena. U nekim slučajevima, pretpostavljeni lov u skupinama može biti slučajan rezultat lova dviju obiteljskih skupina koje love zasebno u neposrednoj blizini; iskonski usklađen lov u skupinama javlja se samo kada plijen ne može svladati samo jedna divovska vidra (anakonde, crni kajman). Divovska vidra daje prednost ribi koja je u pravilu nepokretna i obitava na riječnom dnu. Potjera za plijenom hitra je i burna, s okretima i trzajima kroz plićinu s malo promašaja. Divovska vidra napada odozgo i podno plijena, okrećući se oko svoje osi prije hvatanja plijena snažnim čeljustima. Divovske vidre hvataju plijen i trenutno se hrane njime; čvrsto zgrabe ribu među prednje šape i bučno se njome hrane od glave. Carter i Rosas otkrili su kako odrasle životinje u zatočeništvu pojedu oko 10% svoje tjelesne težine –– oko 3 kilograma.

## Ekologija

### Stanište
Divovska je vidra vodozemna, iako prvenstveno kopnena životinja. Pronalazi je se u slatkovodnih rijeka i potoka, koje su većinom sezonalno potopljeni. Ostala staništa uključuju slatkovodne izvore i trajna slatkovodna jezera. Duplaix utvrđuje dva ključna faktora u odabiru staništa: obilje hrane, koje je u pozitivnoj korelaciji s plitkom vodom, te niske i kose riječne obale s dobrim zaklonom i lakim pristupom vodi. Divovska vidra prednost daje bistrim tamnim vodama s kamenim ili pješčanim dnom.
Područje blisko rijekama rabi se za izgradnju jazbina i mjesto defekacije. Divovske vidre čiste značajne količine vegetacije gradeći svoje jazbine i zaklone. Jedan od izvještaja navodi maksimalno područje obitavanja od 28 metara duljine i 15 metara širine, obilježeno žlijezdanim izlučevinama, urinom i fecesom. U blizini zaklona, obiteljska se skupina koristi zajedničkim mjestima za defekaciju te iskopavaju jazbine s mnogobrojnim ulazima, u pravilu ispod sustava korijenja ili palog drveća. U sezonalno poplavljenim područjima, divovske vidre ponekad napuštaju svoje zaklone tijekom kišnih sezona, raspršujući se prema poplavljenim šumama u potrazi za plijenom. Preferirane lokacije katkad postaju trajne, često na uzvišenjima. Takve lokacije mogu postati prilično obimne, uključujući izlaze u šume i močvare, dalje od vode. Svaka lokacija ne obilježava se dnevno, no u pravilu je patrolira par vidri, obično ujutro.

### Grabežljivost i nadmetanje
Odrasla divovska vidra nema ozbiljne prirodne protivnike, izuzev ljudi. Duplaix je predložila kako su "mogući i povremeni" grabežljivci koju vrebaju divovsku vidru jaguar, puma i anakonde, no nijedna izravna promatranja to nisu dokazala. Mladunci su ranjiviji, i mogu postati plijen crnog kajmana ili drugog većeg grabežljivca, iako odrasle jedinke drže udaljenu mladunčad na oku. Kajman naočarac još je jedan potencijalni nadmetač, no Duplaix nije otkrila nikakvo nadmetanje među vrstama u Surinamu. Tijekom boravka u vodi, divovska vidra u opasnosti je od životinja koje i ne moraju nužno vrebati nad njom: električna jegulja i raže mogu postati smrtonosne ako divovska vidra naiđe na njih, dok piranje mogu ostaviti teške ugrizne rane, što je i dokazano ožiljcima na jedinkama divovske vidre.
Čak i bez izravnog grabežljivca koji se njome hrani, divovska vidra i dalje se mora nadmetati s ostalim grabežljivcima s kojima dijeli stanište. Duplaix je zabilježila interakciju s neotropskom vidrom. Dok su dvije vrste simpatrične (povezane, s preklapajućim područjima) tijekom određenih sezona, nije dokazan nikakav ozbiljan sukob. Manja neotropska vidra mnogo je sramežljivija, manje bučna i manje društvena; težina neotropske vidre iznosi trećinu težine divovske vidre, čineći ju ranjivijom na grabežljivce, te zbog toga postaje manje nametljiva divovskoj vidri u nadmetanju za hranom. Također, neotropska je vidra aktivna tijekom sumraka i tame, čime se smanjuje šansa nailaska na divovsku vidru koja je dnevna životinja.  Njezin manji plijen, različit tip jazbina i različiti tipovi vodenih površina kojima daju prednost nadalje smanjuju interakciju među vrstama.
Druge vrste koje vrebaju nad sličnim izvorima hrane uključuju kajmane i velike ribe i sami su ribojedi. Električne jegulje i veliki somovi nalaze se među vodenim nadmetačima. Dvije riječne pliskavice, Tucuxi i Boto, mogu postati potencijalni nadmetači s divovskom vidrom, no različita upotreba prostora i razlike u prehrani ukazuju na minimalna preklapanja.

## Drugi projekti
|  | Zajednički poslužitelj ima stranicu o temi divovska vidra |
|  | Wikivrste imaju podatke o taksonu divovskoj vidri         |